# Стегеборг (замок)
Стегеборг (швед. Stegeborg, также швед. Stäkeborg) — руины старинного королевского замка в муниципалитете Сёдерчёпинг, в лене Эстергётланд, Швеция. Комплекс расположен на острове в узком проливе. В прежние времена замок был административным центром провинции Стегеборг.
Самая старая часть замка — квадратная кирпичная башня в юго-восточном углу, — построена в XIII веке. В ту пору Сёдерчёпинг получил права города. Жилая резиденция появилась рядом в XIV веке. Чуть позже комплекс был расширен и дополнен кольцевой стеной, а также крупной круглой башней в западной части.
В течение XVI и XVII веков замок перестроили, сделав ещё крупнее. Расцвет Стегеборга пришёлся на времена правления короля Юхана III, который родился здесь. Круглая башня была надстроена и достигла своей нынешней высоты. Кроме того, в северной части была возведена церковь. Некоторые монархи из династии Васа избирали Стегеборг как свою главную королевскую резиденцию. Позднее замок был пожалован пфальцграфам Иоганну Казимиру (умер в 1652 г.) и Адольфу Иоганну I (скончался 1689 году). До 1689 года здесь располагался центр административного управления архипелага Эстгота.
В 1730-х годах замок утратил своё прежнее значение. С разрешения короля он был продан на демонтаж под строительные материалы. Прочная кладка нижнего этажа и крупные каменные блоки защитили крепость от полного исчезновения. Новая господская резиденция (Новый Стегеборг), трёхэтажное здание в стиле классицизма, было построено на территории бывших хозяйственных построек в 1806 году.

## История

### Ранний период
Замок упоминается в 1310 году как Stækaborg. Название происходит от слова stäk, что означает «лестница». Также этим словом называли сооружение на сваях, вбитых в дно реки или протоки и позволяющее контролировать прохождение кораблей по фарватеру. К северу от острова обнаружены остатки подобных свайных заграждений XI века. Эти сваи оставались ещё в XIX веке, вынуждая суда обходить остров с южной стороны.
Древнейшая история Стегеборга тесно связана с крупным поместьем Скеллвик. Было доказано, что господское имение здесь уже существовало в 1287 году. В ту пору его владельцем был епископ Линчёпинга Бенгт Биргерссон. Его преемник Ларс Альбректссон оценил выгодное стратегическое расположение владения у протоки, ведущей к Сёдерчёпингу, одному из самых богатых городов королевства той эпохи. Епископ рассказал об этом маршалу Торгильсу Кнутссону, опекуну малолетнего правителя Биргера Магнуссона. Не позднее 1305 года имение было продано епархией в королевскую казну. Вскоре на островке, лежащем на пути следования кораблей к Сёдерчёпингу, было построено укрепление, служившее одновременно таможней. Как оно выглядело и каковы его размеры, неизвестно. Однако сооружение вряд ли могло быть крупным.
Сохранилось несколько писем, отправленных королём в период 1310–1316 годов из Стегеборга. То есть можно предположить, что монарх оставался здесь на продолжительное время.
После событий в Нючёпинге, когда Биргер Магнуссон заточил в темницу собственных братьев и уморил их голодом, вспыхнуло восстание против короля. Монарх покинул Стегеборг и отплыл в Висбю, а защищать замок оставил своего сына Магнуса Биргерссона. Крепость была в осаде, вероятно, до конца августа 1318 года. В итоге Магнус оказался в плену. Его отправили в Стокгольм. Там в июне 1320 года принца приговорили к смерти и казнили.
Согласно Хронике Эрика Стегеборг был разрушен после капитуляции. Епископ Линчёпинга Карл решил вернуть в собственность епархии бывшее поместье Скеллвик. 27 января 1321 года, Ингеборга Хокансдоттер, вдова герцога Сёдерманландского Эрика Магнуссона, подарила канонику Скеллвик и руины замка. 
Карл вложил значительные средства в восстановление комплекса. Но в 1332 году он был вынужден вернуть землю королю Магнусу Эрикссону в обмен на другие поместья. Причиной, вероятно, было важное стратегическое расположение острова и возможность взимать пошлину с кораблей, направляющихся в Сёдерчёпинг.
Из-за нехватки средств королю пришлось в 1336 году передать Стегеборг в залог. Через 14 лет имение Скеллвик и замок снова оказалась во владении церкви. 28 февраля 1350 году епископ Линчёпинга Петер Торкельссон отправил из Стегеборга одно из своих писем.
Во время междоусобных войн 1350-х годов между королём Эриком XII Магнусом и его отцом и соправителем Магнусом Эрикссоном замок находился под контролем епископа Нильса Маркуссона. Он встал на сторону Эрика. В результате 1356 году имение подверглось нападению воинов Магнуса и было разорено. Вероятно, были разрушены и укрепления замка. Во всяком случае когда герцог Альбрехт Мекленбургский напал на Сёдерчёпинг в 1363 году, его флот смог беспрепятственно пройти через протоку у острова.
Неясно кто именно восстановил замок на островке. Возможно сам Альбрехт. Во всяком случае он воздвиг в этом регионе ещё две крепости, чтобы закерпиться на данных территориях.

### ЭпохаКальмарской унии
В 1391 году Стегеборг вновь стал собственностью короны. Королева Маргрете I назначила здесь наместником датского дворянина Эверта Мольтке. Сохранились его письма с известиями, что из-за неурожая не получается собрать с крестьян дополнительные налоги.
В день летнего солнцестояния 1394 года Седерчёпинг подвергся нападению Виталийских братьев. Внушительная флотилия этих пиратов беспрепятственно миновала Стегеборг. Значит, здесь либо не было ни сильного гарнизона, ни прочных укреплений. Через несколько лет новым наместником стал Эсбьерн Кристьернссон. В летописи монастыря Вадстена он назван гнусным тираном. В 1414 году его сменил Йонс Финнссон. Одновременно он был кастеляном в замке Вестерос. Сохранились жалобы королю Эрику на беззаконие, творимое Финнсоном.
Во время паломничества короля Эрика Померанского в Иерусалим в 1420-х годах он познакомился в Венгрии с хорватским графом Джованни Франко (Иваном IV Франкопаном). Тот сопровождал короля до самого Иерусалима в качестве попутчика и переводчика. Там Франко произвели в рыцари Гроба Господня. В конце десятилетия этот хорватский дворянин был назначен управляющим в Стегеборге. Его потомки в Швеции стали именовать себя Йохан Вейл или Йохан Франко. Во время восстания Энгельбректcсона в 1434 году замок Стегеборг после непродолжительной осады был захвачен.
Вскоре замок вновь перешёл под контроль епархии Линчёпинга. Восстановлением Стегеборга занимался епископ Кнут Боссон из рода Натт ох Даг. В 1436 году он назначил управляющим замка своего родственника Нильса Стенссона.
В 1438 году Карл Кнутссон Бунде стал местным губернатором. Он потребовал, чтобы Нильс передал ему Стегеборг. Но тот отказался. В результате в феврале 1439 года началась осада крепости. В июле было достигнуто соглашение, что Нильс добровольно сдаст Стегеборг в сентябре, если король Эрик Померанский даст согласие. Летом в Стегеборг прибыл монарх. Карл Кнутссон встретился с представителями Эрика в Аркёсунде. Но договорится о судьбе замка не удалось. В конце августа Эрик уплыл на Готланд. Осенью Стегеборг был передан под контроль Риксрода.
Новым кастеляном стал Эренгисле Нильссон-младший. Скорее всего, он был сторонником Унии. В 1463 году король заподозрил его в симпатиях к Карлу Кнутссону и изгнал. Новым наместником в замке стал Эрик Нильссон из влиятельного рода Оксеншерна. Однако вскоре семья Оксеншерна оказалась в опале. В 1467 году король предпочёл назначить командиром гарнизона Ивара Аксельссона из рода Тотт и его брата. Ивар был женат на Магдалене Карлсдоттер, дочери Карла Кнутссона. Возможно поэтому он вскоре оказался в стане противников Унии. По решению Риксрода 25 мая 1472 года он получил замок и графство Стегеборг в качестве пожизненного феодального владения.
У Ивара Аксельссона уже был дом в замке Висборг на Готланде, но он решил сделать главной резиденцией Стегеборга. Новый владелец провёл масштабную реконструкцию комплекса. Среди прочего по его приказу возвели  мощную кольцевую стену и сохранившаяся до наших дней круглую башню.
Ивару Аксельссону принадлежало семь кораблей, которые занимались пиратством в Балтийском море. Этот бизнес вскоре сделал неизбежным его конфликт с риксродом. Когда переговоры ни к чему не привели, к замку отправили военный отряд. В феврале 1487 года началась осада. 14 мая 1487 года командир гарнизона Эрланд Кагге капитулировал. 3 сентября того же года риксдаг назначил новым кастеляном Законоговорителя (законник) Грегерса Матссона из рода Лилли. Сохранились оплаченные им в 1487–1492 годы счета на ремонт повреждённых укреплений. После Грегерса замком управляли ещё несколько человек. Но каждый раз непродолжительное время: Арвид Тролле, рыцарь Нильс Боссон из рода Стуре и рыцарь Эрик Турессон из рода Бильке.
Летом 1499 года король Иоганн Датский назначил Сванте Нильссона из рода Стуре новым наместником в графстве Стегеборг. После административной реформы территория графство сократилось и лишилось доходов от городов Сёдерчёпинг и Норрчёпинг.

### XVI век
После многих лет службы в Риме Хемминг Гад вернулся после изгнания в Швецию и в январе 1501 года стал епископом в Линчёпинге. Из сохранившихся писем следует, что Хемминг был частым гостем в Стегеборге. Летом 1501 года вспыхнуло восстание против короля Иоганна. В августе три из 14 королевских кораблей подошли к Стегеборгу. Высадившиеся воины попытались захватить замок, но им это не удалась.
После смерти Стена Стуре 21 января 1504 года Сванте Нильссон был избран государственным казначеем. Вероятно, только в 1506 году риксрод назначил Тротте Монссона из рода Эка новым наместником Стегеборга. Он был верен Сванте Нильссону и оставался управляющим замка до своей смерти в 1512 году.
В 1513 году Хольгер Карлссон Гера прибыл с Стегеборг в должности нового наместника графства. Его жена Хольгера приходилась двоюродной сестрой архиепископу Густаву Тролле, что, вероятно, не нравилось сторонникам Стена Стуре-Старшего. В июне 1517 года датский флот прорвался через Стегеборг и высаженный десант сумел поджечь Сёдерчёпинг.
В 1518 году в замок назначили нового командующего. Им стал Эрик Бенгтссон Рюнинг. Летом 1520 года он разбил датские войска около Линчёпинга. Однако его обвинили в измене и епископ Ханс Браск, и Нильс Боссон из рода Грип. В итоге Рюннинг стал одним из тех, кто был обезглавлен во время стокгольмской резни в 1520 году.

### Эпоха династии Васа и Пфальцской династии
Во время Восстания Нильса Даке замок подвергся нападению, но так и не был захвачен. В 1540-х годах укрепления Стегеборга реконструировали и усилили. С 1555 по 1560 год управляющим крепости стал Эсбьерн Педерссон Лиллиехёк.
В 1537 году в замке родился будущий король Юхан III. Здесь он провёл своё детство. В 1578 году по его приказу в Стегеборге начались масштабные строительные работы. Вскоре появилась внушительная резиденция, фасады которой соответствовали архитектурной моде Ренессанса. Работы продолжались до 1590 года. Дочь Юхана принцесса Анна Васа проживала здесь до 1598 года, пока ей не пришлось бежать из Швеции в Польшу.
В 1622 году замок и некоторые окрестные земли Густав II Адольф переданл Йохану Казимиру Пфальц-Цвайбрюккенскому в качестве приданого за сестру принцессу Катарина Шведскую. Этот дар был подтверждён  в 1651 году королевой Кристиной. В 1689 году после смерти Йохана Казимира замок вернулся в казну. С той поры Стегеборг стал приходить в упалок. Губернатор Эстергётланда пытался поддерживать укрепления в налдежащем состоянии, но из-за нехватки средств не мог остановить обветшание комплекса.

### XVIII век
В 1707 году замок осмотрела королевская комиссия, чтобы решить, его судьбу. Предложенные ремонтные мероприятия показались королю чрезвычайно дорогими. В следующем году все деревянные постройки на острове были проданы с аукциона на слом. В 1728 году по поручению Каммаркколлегии в замок прибыла новая комиссия. Было принято решение о продаже укреплений в качестве стройматериалов. Летом 1731 года значительная часть стен и перекрытий была разобрана. Блоки и деревянные конструкции использовали для строительных нужд в Норчёпинге.
К югу от замка находились значительные разнообразные хозяйственные постройки. Их сдали в аренду, а в 1731 году продали Якобу фон Хёкерштедту. Он решил построить здесь господский дом и назвать его Стегеборг. Новую резиденцию часто именуют Новый замок. В 1734 году Хёкерштедт передал свои владения в залог банку Riketsständers (ныне Банк Швеции). Через пять лет владельцем Стегеборга стала семья фон Шверин. Представители этого рода оставались собственниками нового замка с 1739 по 1863 год.

### XX век
В 1901 году руины замка Стегеборг объявили памятником архитектуры. В 1938 году были выделены средства на расчистку участка от деревьев и кустарников и ремонт наиболее поврежденных участков кладки. В 1948–1955 годах на острове проводились раскопки. Над некоторым участками установили защитные крыши.

## Новый Стегеборг (Новый замок)
Примерно в километре к югу от руин старого замка находится здание усадьбы Стегеборг Эгендом. Строительство существующего здания завершилось в 1806 году. Прежний особняк исчез после разрушительного пожара. Заказчиком резиденции стал Вернер Детлофф фон Шверин. Сводчатый цокольный этаж позволяет предположить, что строительство велось на сохранившейся части.
Свой нынешний вид Новый замок приобрёл в ходе обширной реконструкции 1915–1918 годов. Руководил работами Хакон Вейк, проект подготовил архитектор Исак Густав Класон. По воле владельцев резиденция стала полностью белой.
Перед замком выкопали пруд и разбили большой фруктовый сад по чертежам датского садового архитектора И. П. Андерсена.

## Современное использование
На территории бывших пашен построен аэродром. К востоку от руин Старого замка находится причал для яхт и катеров, а также ресторан. При Новом замке действует гостиница. Старый замок доступен для посещений с конца весны до начала осени.

## Известные люди, родивщиеся в замке
- 21 декабря 1537 года: король Юхан III
- 9 ноября 1539 года: Малин Стуре[швед.]
- 17 мая 1568 года: Анна Шведская
- 11 октября 1629 года: Адольф Иоганн I.

## Галерея
- Вид замка с высоты птичьего полёта
- Вид замка с северного берега протоки
- Внутренний двор замка
- Вид замка зимой
- Вид руин замка с южной стороны
- Ночная подсветка замка